# Funchal (navire)
Pour les articles homonymes, voir Funchal (homonymie).
Le Funchal est un navire de croisière portugais construit en 1961 par les chantiers Helsingør Skibsværft og Maskinbyggeri d'Elseneur pour la compagnie Empresa Insulana de Navegação.

## Historique
Le Funchal est un navire de croisière portugais construit en 1961 par les chantiers Helsingør Skibsværft og Maskinbyggeri d'Elseneur pour la compagnie Empresa Insulana de Navegação. Il est mis en service en Octobre 1961. Il sert à la fois de ferry entre les Acores et Lisbonne.
Au cours de l'hiver 1972, il est transformé en navire de croisière par les chantiers Werft Nederlandse Dok d'Amsterdam ; ses moteurs sont changés par la même occasion. En mars 1973, le navire est racheté par la compagnie Companhia Portuguesa de Transportes Marítimos.
En 1985, le navire est acquis par la compagnie Arcalia Shipping Company Ltd (plus tard Classic International Cruises). En 2003, le navire est rénové.
En 2010, le navire est envoyé aux chantiers navals de Lisbonne afin d'être adapté aux derniers amendements de la convention SOLAS. Par la même occasion, les moteurs du navire doivent être changés, ses cabines et ses salons refaits. En novembre 2011, le navire finit sa 50e année sous le même nom.
En avril 2012, les travaux ne sont finis qu'à 20 %. En septembre 2012, l'ensemble des navires de la Classic International Cruises sont immobilisés pour factures impayées. Le 20 décembre 2012, la compagnie est placée en liquidation. Le Funchal risque alors d'être envoyé à la casse. En février 2013, la compagnie Portuscales Cruises rachète le navire, ainsi que le Princess Danaé, l’Arion et l’Athéna. Le 13 août 2013, le Funchal est remis en service.
Le 28 août 2013, lors d'un contrôle de sécurité, le navire est immobilisé à Göteborg à la suite de nombreuses défaillances dans le système de sécurité. Il est autorisé à repartir le 2 septembre 2013.  Funchal  a été vendu aux enchères à Lisbonne au prix de £ 3,9 millions. Les acheteurs ont été désignés sous le nom de Signature Living, un groupe hôtelier basé au Royaume-Uni qui envisage de convertir le navire en hôtel de réception pour un voyage de Liverpool à la Méditerranée.

### Désarmé à Lisbonne

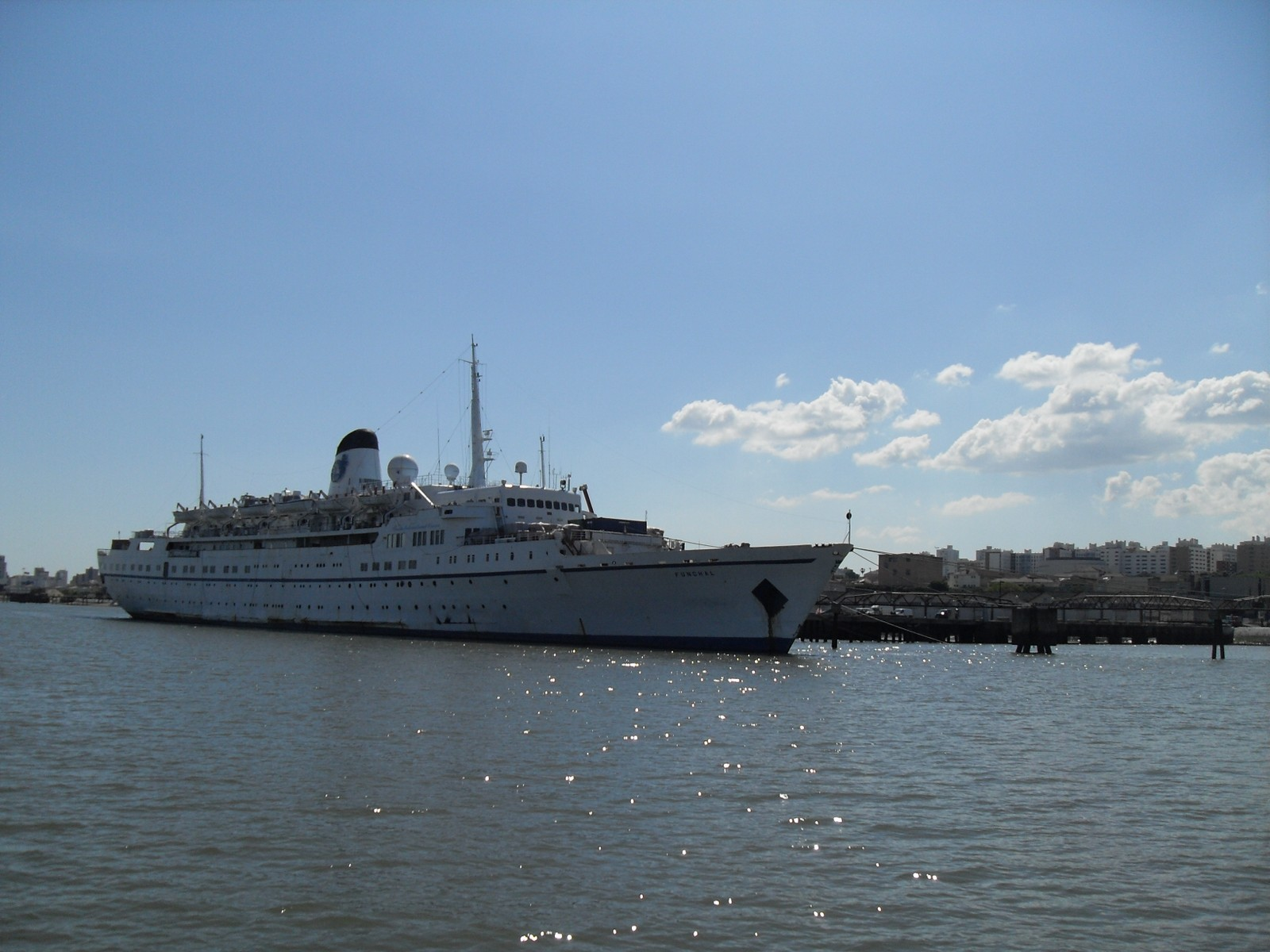
Le Funchal à Lisbonne en 2011
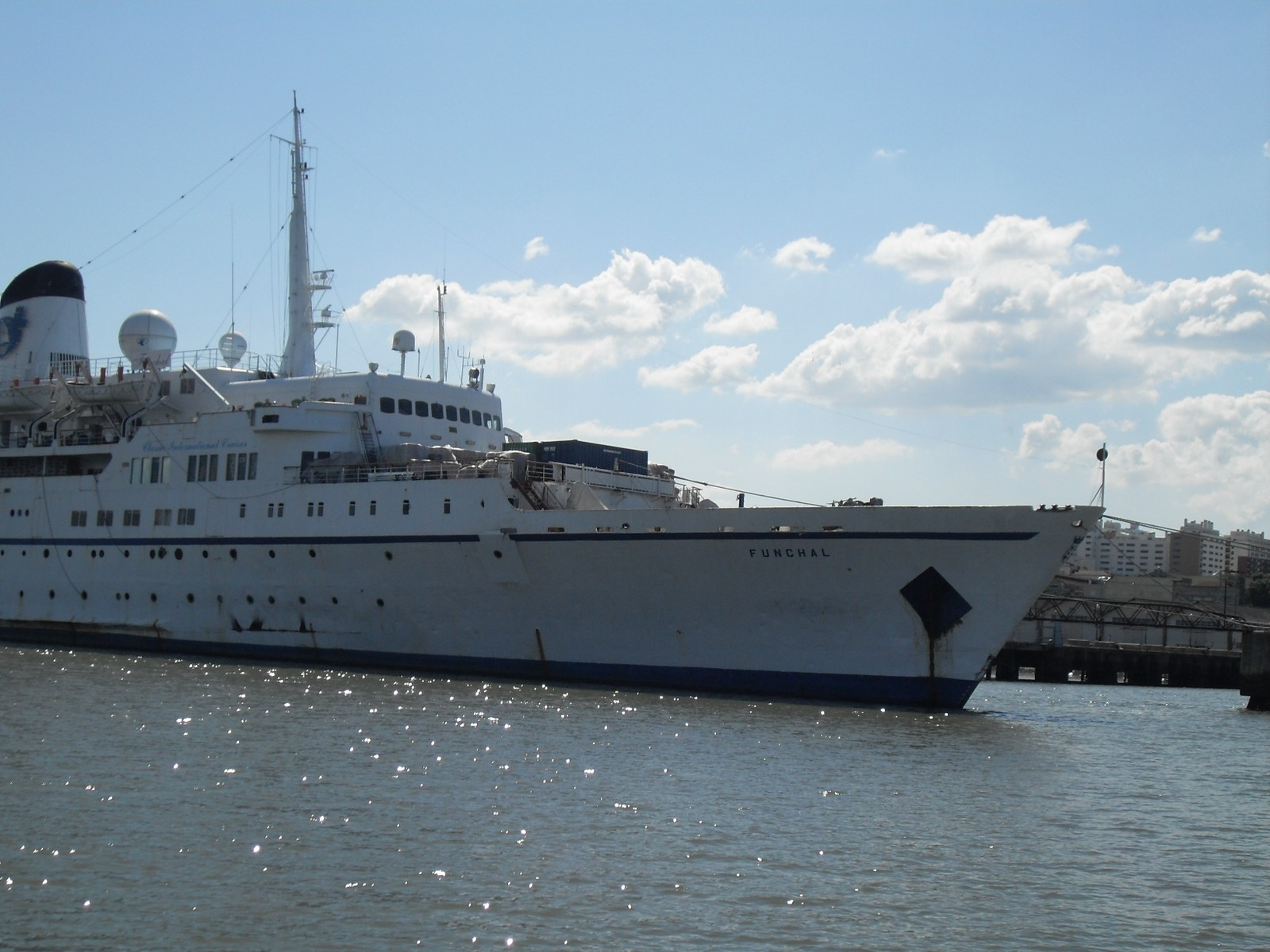
La proue du Funchal à Lisbonne en 2011
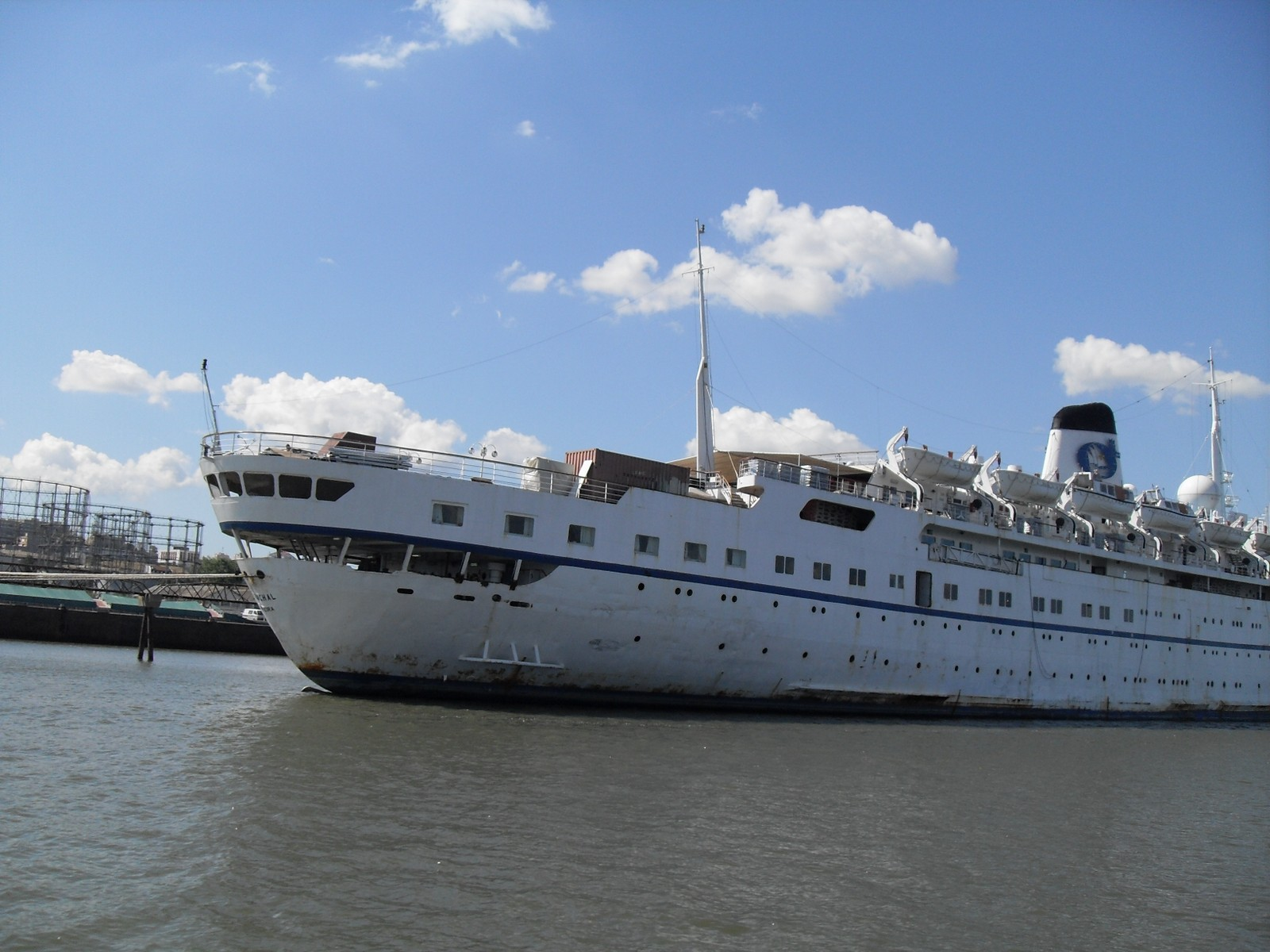
La poupe du Funchal à Lisbonne en 2011

### Détenu à Göteborg

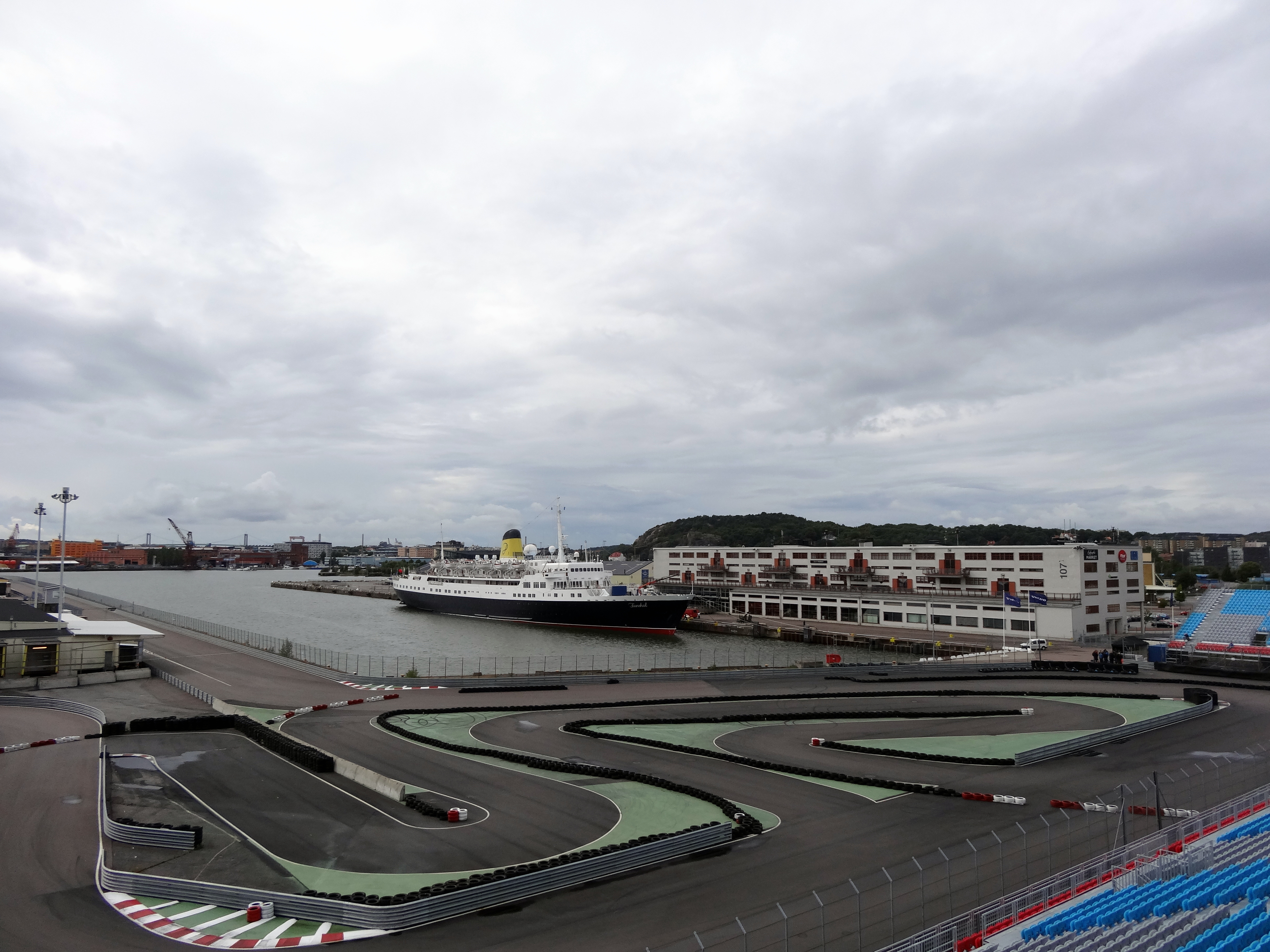
Le Funchal détenu à Göteborg le 30 août 2013
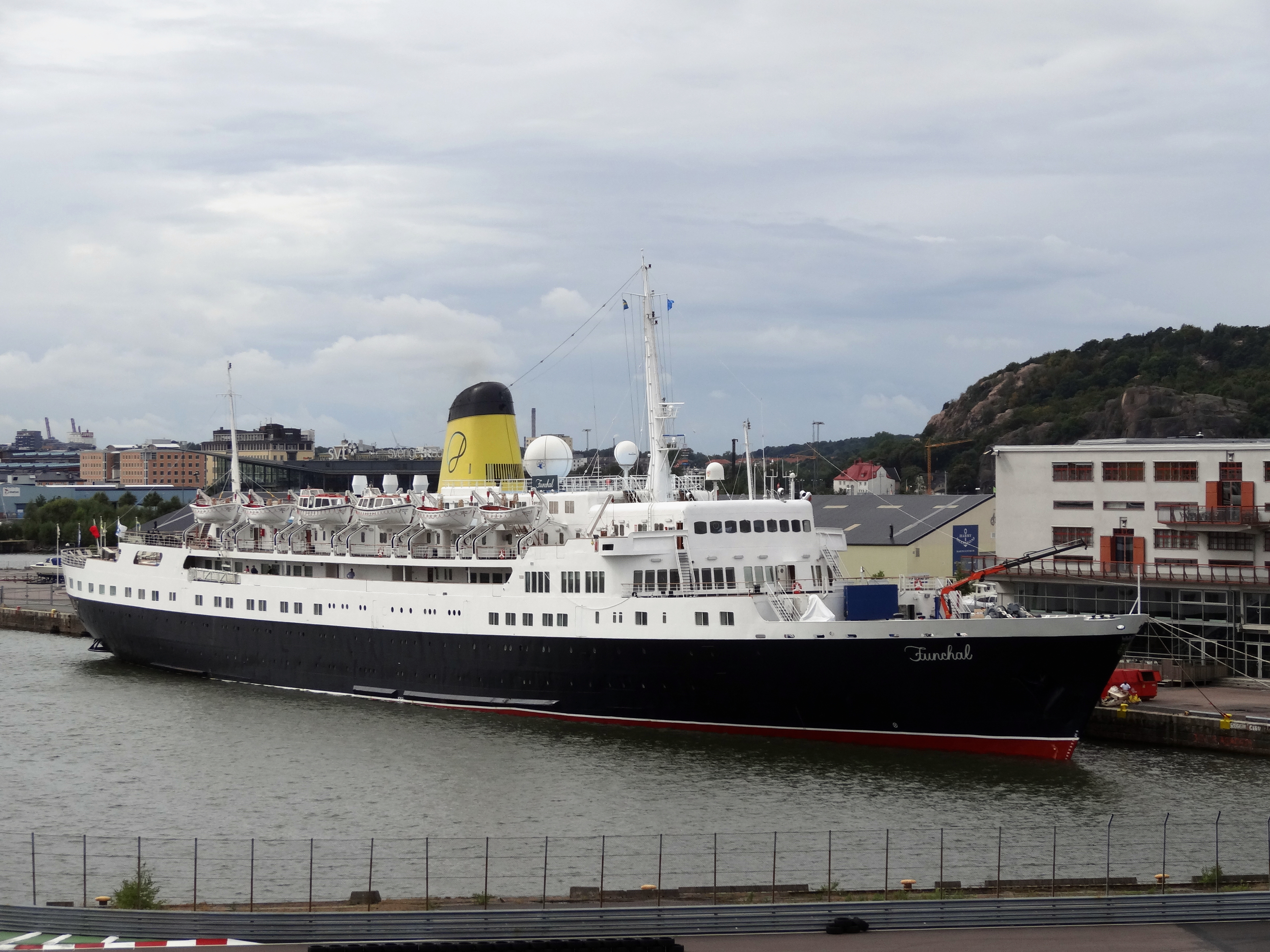
Le Funchal détenu à Göteborg le 30 août 2013

## Sources
- (en) Cet article est partiellement ou en totalité issu de l’article de Wikipédia en anglais intitulé « MV Funchal » (voir la liste des auteurs).

- (de) Cet article est partiellement ou en totalité issu de l’article de Wikipédia en allemand intitulé « Funchal (Schiff) » (voir la liste des auteurs).

- (pt) Cet article est partiellement ou en totalité issu de l’article de Wikipédia en portugais intitulé « Funchal (liner) » (voir la liste des auteurs).